# Jansen (achternaam)

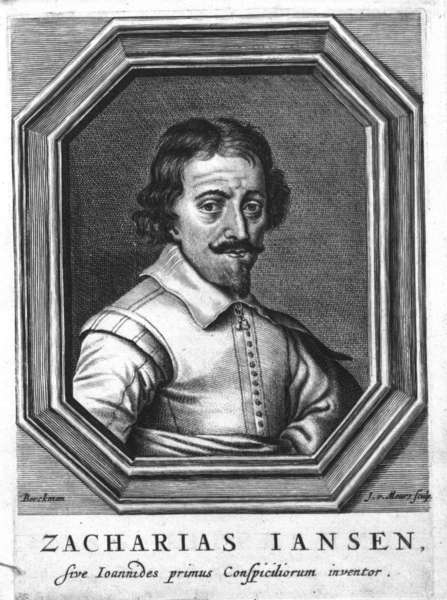
Sacharias Jansen, uitvinder van de telescoop

Jansen is een van oorsprong Nederlandse patronimische achternaam, die zoon van Jan betekent. In 2007 waren er in Nederland 73.533 naamdragers, waarvan de grootste concentratie naamdragers in Montferland. Daar had namelijk 2,63% van de inwoners deze achternaam. In Nederland is het de tweede meest voorkomende naam, na De Jong. Als alle schrijfwijzen van 'Jansen' opgeteld zouden worden, zou de naam wel op één staan. In België komt de naam minder voor, namelijk 5.458 keer. De grootste concentratie ligt daar in Lommel, met 1,70%. Ook in Duitsland (met name in Noordrijn-Westfalen) (15.307) en Noorwegen (3.134) is de verspreiding ruim en de naam (meestal) inheems.

## Belgische personen met deze naam
- Alandson Jansen Da Silva (1988), voetballer
- Alexandre Jansen Da Silva (1987), voetballer
- Fons Jansen, politicus
- Gustave Jansen (1858-1932), politicus
- Joeri Jansen (1979), atleet

## Nederlandse personen met deze naam
- Ada Jansen, politica
- Anco Jansen, voetballer
- Anke Jansen, actrice
- Annemiek Padt-Jansen, harpiste en politica
- Arne Jansen, zanger
- Arnold Jansen op de Haar, schrijver
- Barend Coenraad Petrus Jansen, biochemicus
- Bart Jansen, voetballer
- Bert Jansen, burgemeester
- Bert Jansen, voetballer
- Carrie Jansen, cabaretière, modeontwerpster, onderneemster, columniste, schrijfster en politiek activiste
- Cas Jansen, acteur
- Corjo Jansen, hoogleraar
- Cornelis Petrus Jansen, oudste man van Nederland
- Cornelius Jansen beter bekend als Cornelius Jansenius, rooms-katholiek priester en theoloog
- David Jansen, klavecinist en organist
- Dieter Jansen, acteur
- Dirk Jansen, beul
- Dolf Jansen , cabaretier
- Edwin Jansen, artiestenmanager
- Eelco Jansen, honkballer
- Ellen Jansen, voetbalspeelster
- Emile Jansen, acteur
- Ernst Jansen Steur, neuroloog
- Fabian Jansen, acteur en theaterregisseur
- Ferdi Jansen, kunstenaar
- Floor Jansen, zangeres van de metalband Nightwish
- Fons Jansen, schrijver en cabaretier
- Frans Jansen, voetballer
- Frits Jansen, schilder en docent
- Froukje Jansen, actrice
- Gaite Jansen, actrice
- Geert Jansen, politicus
- Geert Jan Jansen, schilderijvervalser
- Gerard Jansen, verzetsstrijder tijdens de Tweede Wereldoorlog
- Gérard Jansen, dammer
- Gerardus Martinus Jansen, priester en hoogleraar
- Gerrit Jansen, burgemeester
- Gerrit Jansen, waterpolocoach
- Grietje Jansen-Anker, oudste ingezetene
- Hans Jansen, arabist
- Hans Jansen, dammer
- Hans Jansen, theoloog
- Harm Jansen, wielrenner
- Harrie Jansen, wielrenner
- Hendrik Willebrord Jansen, kunstschilder
- Henricus Jansen, veelzijdig kunstenaar
- Herman Gerard Jansen, architect
- Huub Jansen, geschiedkundige
- Ingrid Jansen, actrice, danseres en zangeres
- Jaap Jansen, uitgever
- Jan Jansen, baanwielrenner
- Jan Jansen, organist
- Jan Jansen, schoenontwerper
- Jan Willem Jansen, basketballer
- Janine Jansen, violiste
- Jo Jansen, voetbaltrainer
- Joannes Jansen, aartsbisschop
- Joannes Jansen, beul
- Joannes Coenraad Jansen, minister
- Jochem Jansen, voetballer
- Johan Jansen, voetballer
- Johannes Jansen, Engelandvaarder
- John Jansen, waterpolospeler
- John Albert Jansen, journalist en maker van filmdocumentaires
- John Jansen van Galen, journalist en schrijver
- Johnny Jansen, voetballer
- Karel Jansen, voetballer en voetbal(vakbonds)bestuurder
- Kevin Jansen, voetballer
- Laila Driessen-Jansen, politica
- Laura Jansen, zangeres
- Leen Jansen, bokser
- Leny Jansen-van der Gevel, burgemeester
- Leo Jansen, politicus
- Leoni Jansen, presentatrice, zangeres en theatervrouw
- Lou Jansen, communist en verzetsstrijder
- Louis Jansen, burgemeester en verzetsstrijder
- Maaike Jansen, zangeres
- Maarten Jansen, academicus en professor in Meso-Amerikaanse archeologie en historie
- Magid Jansen, voetballer
- Marjolein Jansen, voetbalster
- Mark Jansen, heavymetalmuzikant
- Martijn Jansen, voetballer
- Martinus Jansen, bisschop
- Matijs Jansen, acteur
- Michael Jansen, voetballer
- Michel Jansen, voetbalcoach
- Mike Jansen, schrijver
- Monique Jansen, discuswerpster
- Nico Jansen, voetballer
- Patrick Jansen, voetballer
- Paulus Jansen, politicus
- Piet Jansen, botanicus, wiskundige en directeur van de Gemeentelijke Kweekschool Amsterdam
- Piet Jansen, politicus
- Pieter Jansen, dirigent
- Pieter Philippus Jansen, civiel ingenieur en waterbouwkundige
- Renate Jansen, voetbalspeelster
- Ria Beens-Jansen, politica
- Ries Jansen, collaborateur in de Tweede Wereldoorlog
- Ries Jansen, politicus
- Rika Jansen, zangeres, bekend als Zwarte Riek
- Rogier Jansen, basketballer
- Roland Jansen, voetballer
- Ronald Jansen, hockeykeeper
- Rudolf Jansen (1940), pianist en organist
- Rudy Jansen (1979), voetballer
- Ruud Jansen (1987), voetballer
- Sacharias Jansen (~1585-~1632), brillenslijper
- Stefan Jansen (1972), voetballer
- Suzanna Jansen (1964), journaliste en schrijfster
- Theo Jansen (1948), kunstenaar
- Thom Jansen (1953), organist, pianist en componist
- Tjitske Jansen (1971), dichteres en schrijfster
- Tom Jansen (1945), acteur
- Ton Jansen (1944), politicus
- Truida Jonkman-Jansen (1949), burgemeester
- Wim Jansen (1948), ingenieur, baskoloog en hoogleraar interlinguïstiek en Esperanto
- Wim Jansen (1946–2022), voetballer
- Xandra Jansen (1958), modeontwerpster, levensgezellin van musicus-kunstschilder-filmacteur Herman Brood

## Overige personen met deze naam
- Andrea Jansen (1980), Zwitsers tv-presentatrice
- Dan Jansen (1965), Amerikaans schaatser
- Frederik Julius Billeskov Jansen (1907-2002), Deens schrijver en literatuurwetenschapper
- Kenley Jansen (1987), Curaçaos honkballer
- Marcell Jansen (1985), Duits voetballer
- Pierre Jansen (1930-2015), Frans componist
- Robbie Jansen (1949-2010), Zuid-Afrikaans altsaxofonist, fluitist en zanger
- Theo Jansen (1926-2005), Duits voetballer